# 비질란테 (비디오 게임)
비질란테(Vigilante)은 아이렘이 발매한 1988년 진행형 격투 게임이다.

## 상세
정식으로 스파르탄 X의 속편이라는 언급은 없었지만 같은 제작사에다 유사한 게임 방식 때문에 스파르탄 X의 속편급으로 취급받고 있는 게임이다.
이번에는 악당들이 주인공의 여자친구인 '마돈나'라는 여자를 납치해서 여친을 구하러 가는 주인공. 전작(?)과 비슷하게 역시 주먹질과 발길질을 쓰지만, 여기에서는 중간에 적이 들고 나오는 쌍절곤을 주워서 무기로 쓸 수 있다. 배경도 전작의 절(?)에서, 미국 뒷골목으로 바뀌었다. 전작보다는 오히려 이쪽이 더 성룡 다웠지만 오락실에는 여전히 이소룡2라고 많이들 붙었다.
하지만 전작과는 달리 아이렘스럽게 치를 떨게 만드는 극악한 난이도... 정도는 아니고 순발력이나 동체시력은 필요없이 마지막 보스를 제외하고는 암기와 쌍절곤으로 어느정도 공략이 가능한 게임이었지만, 전작(?)인 스파르탄 X와는 달리 큰 인기를 끌지는 못했다.